# Intraoralscan

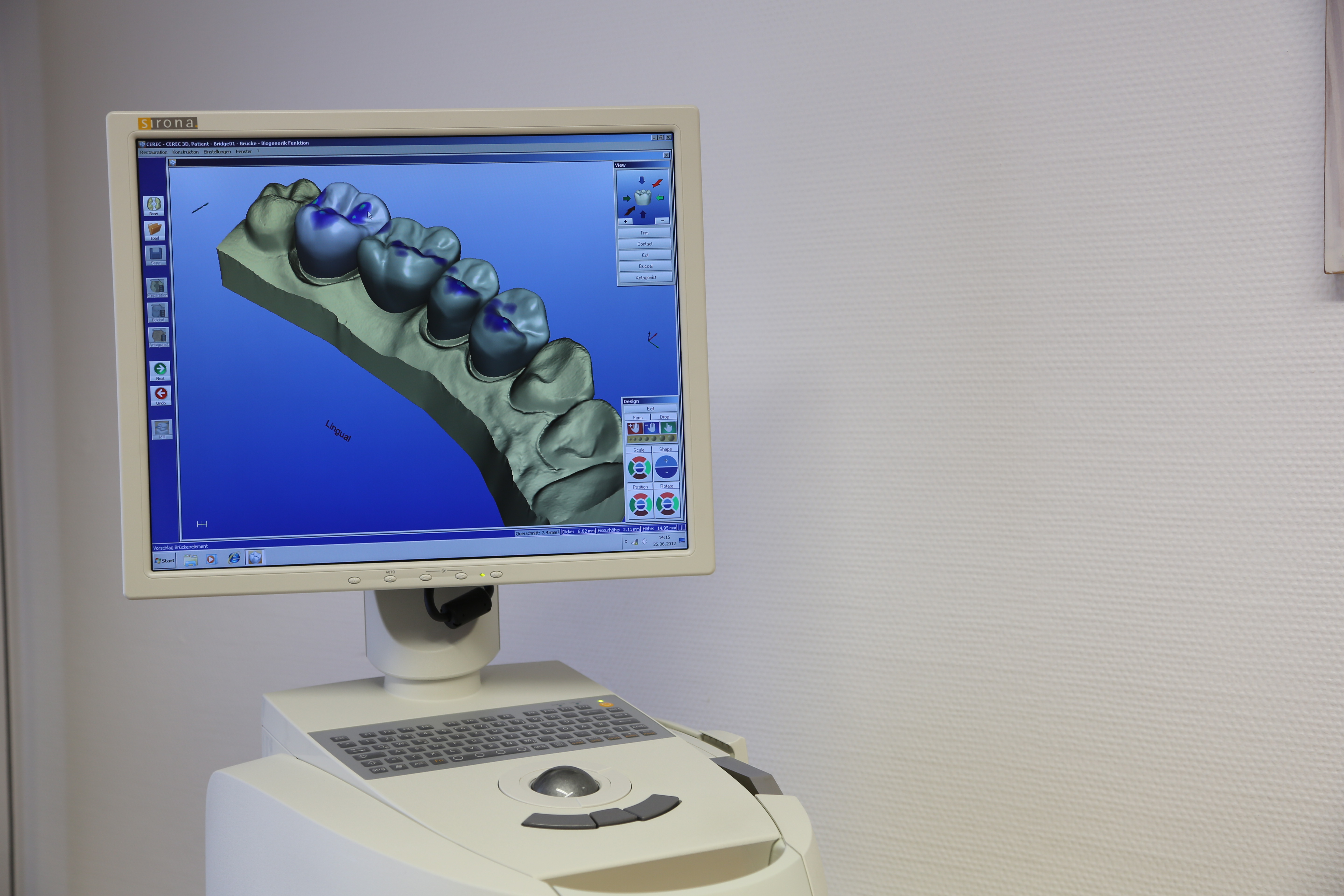
Cerec 3D

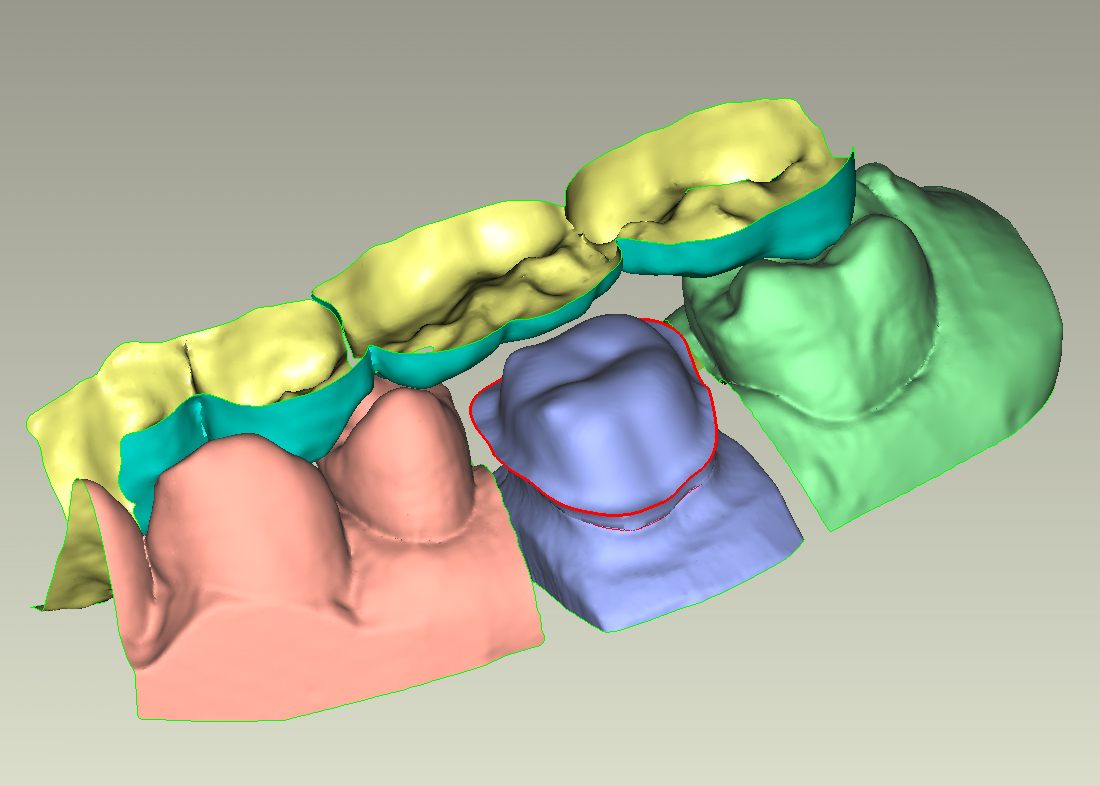
CAD Modellation einer Infix-Krone am Computer

Unter einem Intraoralscan versteht man eine digitale Abformung des Mundinnenraums von Patienten. Damit lassen sich Zahnersatz, Inlays, Aufbissschienen oder Geräte zur kieferorthopädischen Behandlung ohne konventionelle Abformung mittels Abdruckmaterialien anfertigen.

## Durchführung
Mittels einer kleinen Kamera werden die Zahnreihen im Mundinnenraum gescannt und als digitale Daten erfasst. Berührungslos werden die Oberflächen im Mund des Patienten optisch erfasst, sogenannte Punktwolken (universales ASCII-Format) generiert und auf dem Monitor als dreidimensionales Modell dargestellt. Die verschiedenen Intraoralscanner differenzieren sich in der Aufnahmetechnik. Gängige Verfahren sind die koaxiale Antastung (konfokales Prinzip) und die Triangulation. Die Beschreibung der 3D-Oberfläche erfolgt im STL-Format (Surface Tesselation Language) – ein Dateiformat, bei dem die Oberfläche durch ein Dreiecksnetzwerk dargestellt wird. Die Genauigkeit der Oberflächenwiedergabe richtet sich nach der Auflösung des Dreiecksnetzes.
Die unterschiedliche Funktionsweise der Scanner bewirkt, dass das Scanergebnis nach derzeitigem Stand maßgeblich vom sachgerechten Scanpfad beeinflusst wird. Unter Scanpfad versteht man, dass die Intraoralkamera in einem bestimmten Bewegungsmuster über die Oberflächen geführt wird. Die Intraoralaufnahme stößt an ihr Limit, wenn Blut und Sulcusflüssigkeit die lichtoptische Abformung verhindern. Es können nur Areale wiedergegeben werden, die auch für die Kamera optisch erfassbar sind.

## Zahntechnische Herstellung
Die Daten werden an das zahntechnische Labor übermittelt und bilden die Datenbasis für das CAD/CAM-Design des Zahnersatzes. Im Labor kann der Zahnersatz aus verschiedenen Materialien, wie beispielsweise aus Zirkon (korrekt: Zirconium(IV)-oxid) oder einer Chrom-Cobalt-Molybdän-Legierung (CKM), vollautomatisch gefräst werden, entweder nur als Gerüst, das anschließend verblendet wird, oder vollständig. Auch Aligner zur kieferorthopädischen Behandlung lassen sich damit herstellen.

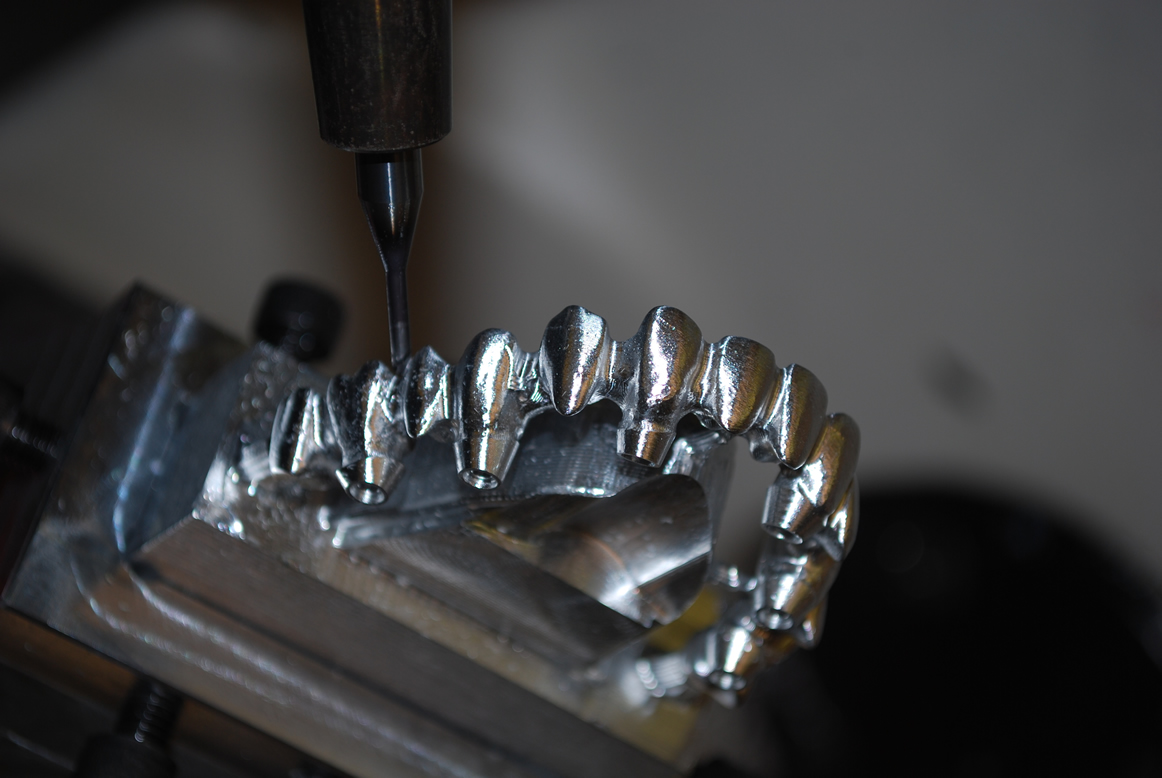
Mittels CAD/CAM-software gefrästes CKM-Kronengerüst.

In nahezu jedem zahntechnischen Labor werden heutzutage auch klassisch erzeugte Gipsmodelle, also Modelle, die nach einer analogen Abformung erzeugt werden, digital gescannt und erst dann weiterverarbeitet. Es bietet deshalb Vorteile, diesen fehlerbehafteten Zwischenschritt der Anfertigung analoger Abformungen und Modelle auszulassen und die Datenerfassung gleich im Mund durchzuführen. Anwendungssensible Arbeitsschritte, wie die Abformung, Abbindezeit, Desinfektion, Versand und Modellherstellung entfallen. Unterschnitte, Pfeilerdivergenzen oder der Abstand zum Antagonisten können sofort nachgearbeitet und nachgescannt werden. Bei nicht zufriedenstellender Scanqualität lässt sich die Datenerfassung problemlos wiederholen. Es muss nicht wie bei der konventionellen Methode ein neuer Abformlöffel vorbereitet und neues Abformmaterial angemischt werden. Digitale Modelldatensätze verbrauchen keinen Platz bei der Archivierung. Die digitale Erfassung hat auch für den Patienten Vorteile, da eine konventionelle Abformung nicht selten einen Würgereiz hervorruft. Die Anschaffung eines Intraoralscanners ist jedoch mit  erheblichen Kosten verbunden. Der Anschaffungspreis bewegt sich zwischen 15.000.- € und 45.000.- €.

## Berufsrechtliche Aspekte
In einem Positionspapier der Bundeszahnärztekammer (BZÄK) heißt es:

„Die Bundeszahnärztekammer stellt fest, dass es sich bei der digitalen Abformung des Mundinnenraums von Patienten per Intraoralscan um Ausübung der Zahnheilkunde gemäß § 1 Absatz 3 Zahnheilkundegesetz handelt. ... Eine korrekte Ausführung erfordert zwingend zahnmedizinische Fachkenntnisse, da ein „Laie“ nicht beurteilen kann, ob alle relevanten Bereiche ausreichend erfasst worden sind. Der Intraoralscan darf deshalb nur durch einen Zahnarzt oder unter Aufsicht und nach Weisung eines Zahnarztes erbracht werden.“

Der Intraoralscan gehört damit zu den delegierbaren Leistungen, jedoch nur an delegationsfähige Personen, wie im Delegationsrahmen für Zahnmedizinische Fachangestellte der BZÄK beschrieben.

## Rechtsprechung
Das Landgericht Düsseldorf hat entschieden, dass die Delegation auch an weitere Personen, wie Zahntechniker oder sogar Apotheker zulässig sei. Dort heißt es:

„Bei Intraoralscans in der verfahrensgegenständlichen Form durch Fertigung von Videoaufnahmen handelt es sich nicht um eine Zahnärzten nach dem Zahnheilkundegesetz (ZHG) vorbehaltene Leistung; diese erreichen nicht einmal die Qualität der delegationsfähigen Leistungen nach Paragraf 1 Abs. 5 ZHG wie insbesondere Herstellung von Röntgenaufnahmen oder Situationsabdrücken. Weder liegt ihnen eine der Strahlungsexpositionen bei Röntgenaufnahmen vergleichbare Gesundheitsgefahr inne noch findet eine der Herstellung von Situationsabdrücken vergleichbare Arbeit im Mundraum des Patienten statt. Vielmehr sind sie technischen Messungen im Vorfeld vergleichbar.“

Entscheidend sei, dass bei einem Scan, den zahnmedizinische Fachangestellte, Apotheker oder Zahntechniker angefertigt haben, zu einem späteren Zeitpunkt der Zahnarzt selbst über die Verwertbarkeit und den Nutzen des Bildmaterials entscheidet. Diese Ansicht hat das OLG Düsseldorf mit Urteil vom 19. Mai 2020 in der Folgeinstanz vollumfassend bestätigt.